# Strada statale 106 var/A Variante di Catanzaro Lido
La strada statale 106 var/A Jonica (SS 106 var/A) è una strada statale italiana, variante della strada statale 106 Jonica nell'ambito del progetto di realizzazione di una strada extraurbana principale lungo la costa ionica della Calabria.

## Descrizione
La strada statale 106 var/A ha inizio sulla strada statale 106 Jonica presso lo svincolo di Squillace e termina sulla strada provinciale 16 presso lo svincolo di Simeri Crichi. È classificata come strada extraurbana principale.
La strada, che ha la funzione di evitare l'attraversamento del centro abitato di Catanzaro Lido, ha una lunghezza di 17,020 chilometri ed è gestita dal Compartimento ANAS di Catanzaro.

### Tabella percorso
| Variante di Catanzaro Lido |                              |      |           |                |
| Tipo                       | Indicazione                  | ↓km↓ | Provincia | Strada europea |
|                            | Jonica                       | 0,0  | CZ        |                |
|                            | Squillace                    | 0,2  | CZ        |                |
|                            | Borgia di Girifalco          | 5,1  | CZ        |                |
|                            | Catanzaro ovest di Germaneto | 8,6  | CZ        |                |
|                            | Catanzaro sud delle Calabrie | 11,7 | CZ        |                |
|                            | Catanzaro est delle Calabrie | 14,2 | CZ        |                |
|                            | Simeri Crichi per SS 106     | 17,0 | CZ        |                |